# Aimé-François de Merode
 (mai 2009).
Si vous disposez d'ouvrages ou d'articles de référence ou si vous connaissez des sites web de qualité traitant du thème abordé ici, merci de compléter l'article en donnant les références utiles à sa vérifiabilité et en les liant à la section « Notes et références ».
Aimé-François de Merode, né au début du XVIIe siècle à Douai, comte d'Ongnies

## Biographie
- Admis dès l'enfance dans l'Ordre de Calatrava il est envoyé à Courtrai pour y apprendre le flamand.
- son père ayant été tué en 1622 à Berg-op-Zoom, il est conduit pour servir de page à l'infante Isabelle.
- il achève ses études au collège des Jésuites et reçoit l'épée du duc de Neubourg
- Il étudie également la philosophie à l'université de Pont-à-Mousson et termina ses études à Paris au collège de Poitrincourt
- 1629 il commence sa carrière dans la défense de Bois-le-Duc[2]
- le 2 février 1647 Philippe IV érige en comté sa terre de Ongnies-en-Artois